# Pandèmia de COVID-19 a Brunei
L'arribada de la pandèmia per coronavirus de 2019-2020 a Brunei es va detectar el 9 de març de 2020 a la ciutat de Tutong
Una gran part dels casos més primerencs tenen relació amb la mesquita Jamek de Kuala Lumpur, que havia conegut una gran concentració de creients durant la celebració d'un Tabligh Akbar a la fi del mes de febrer.
Es va enregistrar la primera víctima mortal el 28 de març, un home de 64 anys que havia visitat Malàisia i Cambodja el 4 de març.
En data del 18 d'abril, el sultanat comptava 137 casos confirmats, 113 persones guarides i 1 mort.

## Cronologia

Nombre de casos confirmats per districte
(el 3 d'abril):
Cap cas confirmat
Entre 1 i 9 casos confirmats
Entre 10 i 99 casos confirmats

### Gener i febrer
Abans de la fi del mes de gener de 2020, el govern de Brunei va anunciar restriccions pel que fa a l'entrada al país per a tots els viatgers que venien de la Xina. A partir de l'1 de febrer, es van començar a fer controls de temperatura als llocs d'entrada del territori. La companyia del país Royal Brunei Airlines va reduir els seus vols amb la Xina.

### Març
El 9 de març del 2020, el ministeri de Salut del sultanat de Brunei va confirmar que les proves preliminàries sobre un home de 53 anys, que havia tornat d'una celebració religiosa musulmana a la capital Kuala Lumpur el 3 de març, havien donat resultats positius per al Covid-19. El pacient havia començat a sentir símptomes de la malaltia el 7 de març, i fou enviat al centre nacional d'aïllament a Tutong per a rebre-hi un tractament adient.
L'endemà, es van anunciar cinc casos més de persones infectades pel virus. Tots cinc havien entrat en contacte amb el primer cas i hagueren de fer una quarantena tot seguint tractament mèdic al mateix centre d'aïllament de Tutong.
L'11 de març, el total pujà a 11 persones contagiades ja que s'hi afegiren cinc nous casos, entre els quals tres havien participat al mateix esdeveniment religiós el 3 de març. L'endemà el nombre d'infectats cresqué de manera accelerada amb 14 nous casos confirmats segons el ministeri de Salut, o sigui 25 casos per a tot el sultanat. Una gran majoria dels casos, deu persones, havien anat a la mateixa celebració que el primer pacient. En canvi tres altres casos havien estat en contacte amb la gent contaminada durant la cerimònia musulmana i el darrer cas, un home de 64 anys sense relacions amb els altres contagiats, havia anat a Kuala Lumpur i a Cambodja.
El 22 del mateix més, s'anuncià un total de 88 casos. El dia següent, els serveis mèdics de Brunei van confirmar 3 nous casos, o sigui un total de 91 víctimes afectades per la malaltia.
El 24 de març, el país conegué una altra acceleració momentània del nombre d'infectats amb 13 noves persones positives, cosa que feu passar la barrera dels 100 casos. L'endemà, la progressió va ser més moderada en canvi amb cinc nous casos, i doncs un total de 109 persones contagiades pel virus.
El 26 de març, cinc altres persones s'afegiren al nou total dels 114 casos confirmat, però alhora s'informà que tres persones més havien guarit.
El 28 de març es va anunciar la primera víctima mortal. L'home de 64 anys, que havia tornat de Malàisia i de Cambodja el 4 de març, va morir al Centre Nacional d'Aïllament de Tutong el dia anterior i era el 25è pacient contaminat.

## Dades estadístiques
Evolució del nombre de persones infectades amb COVID-19 a Brunei
Evolució del nombre de persones guarides del COVID-19 a Brunei